# Feodosij Pezyna
Feodosij Pezyna (ukrainisch Феодосій Пецина; * 1950; † 23. Juli 2010) war ein Erzbischof der ukrainisch-orthodoxen Kirche.

## Leben
Pezyna war von 1994 bis 2006 Erzbischof von Drohobytsch und Sambir im Kiewer Patriarchat und von 2007 bis zu seinem Tod Erzbischof der Ukrainischen Autokephalen Orthodoxen Kirche.